# Résolution 267 du Conseil de sécurité des Nations unies
Membres permanents
- Chine (Taïwan)
- États-Unis
- France
- Royaume-Uni
- URSS

Membres non permanents
- Algérie
- Colombie
- Espagne
- Finlande
- Hongrie
- Népal
- Pakistan
- Paraguay
- Sénégal
- Zambie

Résolution no 266 Résolution no 268
La résolution 267 du Conseil de sécurité des Nations unies est adoptée à l'unanimité lors de la 1 485e séance du Conseil de sécurité des Nations unies le 3 juillet 1969, après avoir réaffirmé la résolution 252, demande à Israël d'annuler les mesures d'annexion de Jérusalem-Est. Le Conseil a également conclu qu'en cas de réponse négative ou d'absence de réponse de la part d'Israël, il se réunirait à nouveau pour discuter des mesures à prendre.

### Sources
- (en) Cet article est partiellement ou en totalité issu de l’article de Wikipédia en anglais intitulé « United Nations Security Council Resolution 267 » (voir la liste des auteurs).

### Texte
- Résolution 267 Sur fr.wikisource.org
- Résolution 267 Sur en.wikisource.org